# Europäischer Fonds für regionale Entwicklung

Das Logo des EFRE

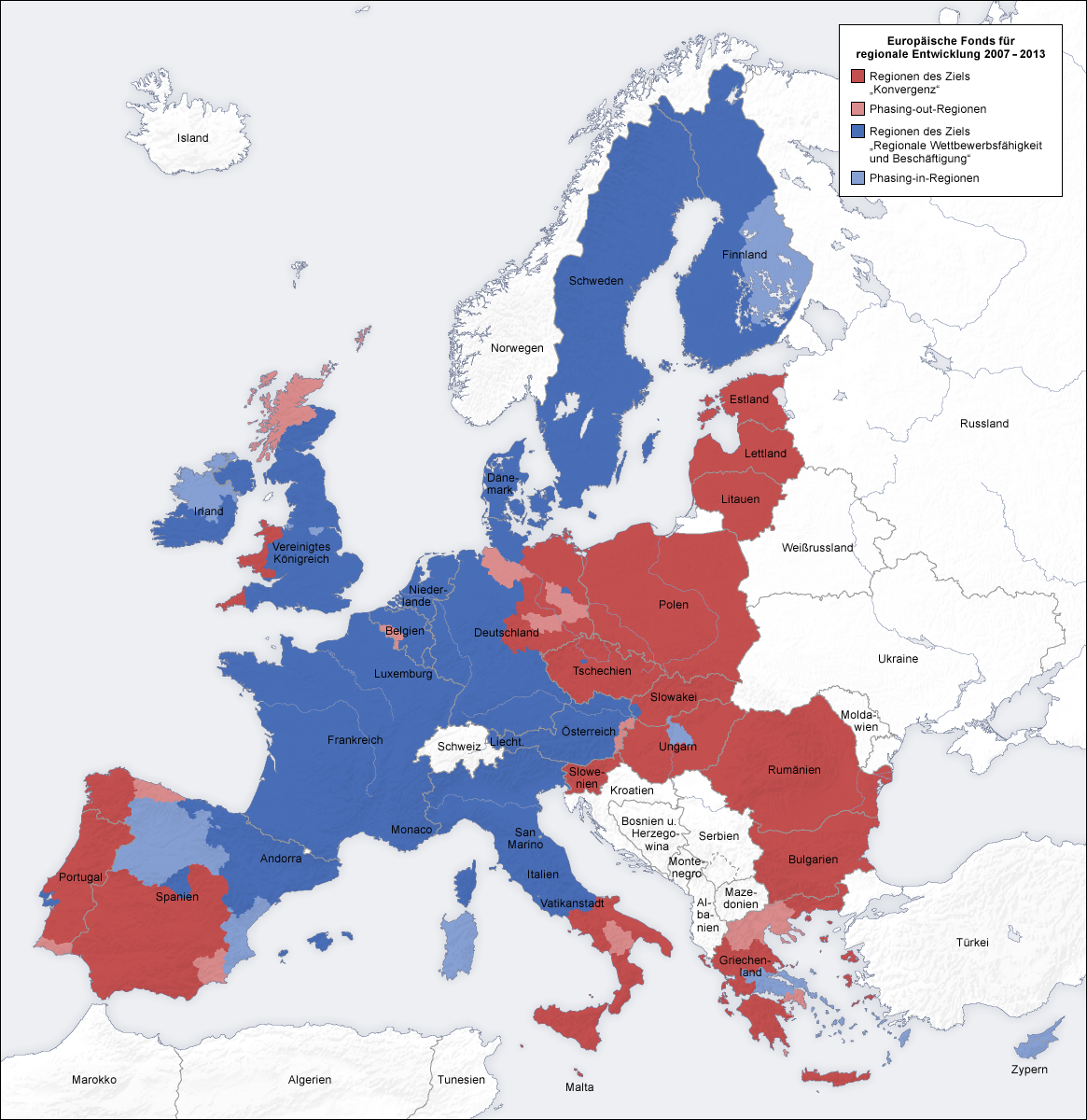
EFRE 2007–2013
Regionen mit Förderung nach Ziel „Konvergenz“
Regionen mit Phasing-out-Förderung (abnehmende Übergangshilfe)
Regionen mit Phasing-in-Förderung (zunehmende Übergangshilfe)
Regionen mit Förderung nach Ziel „Regionale Wettbewerbsfähigkeit und Beschäftigung“

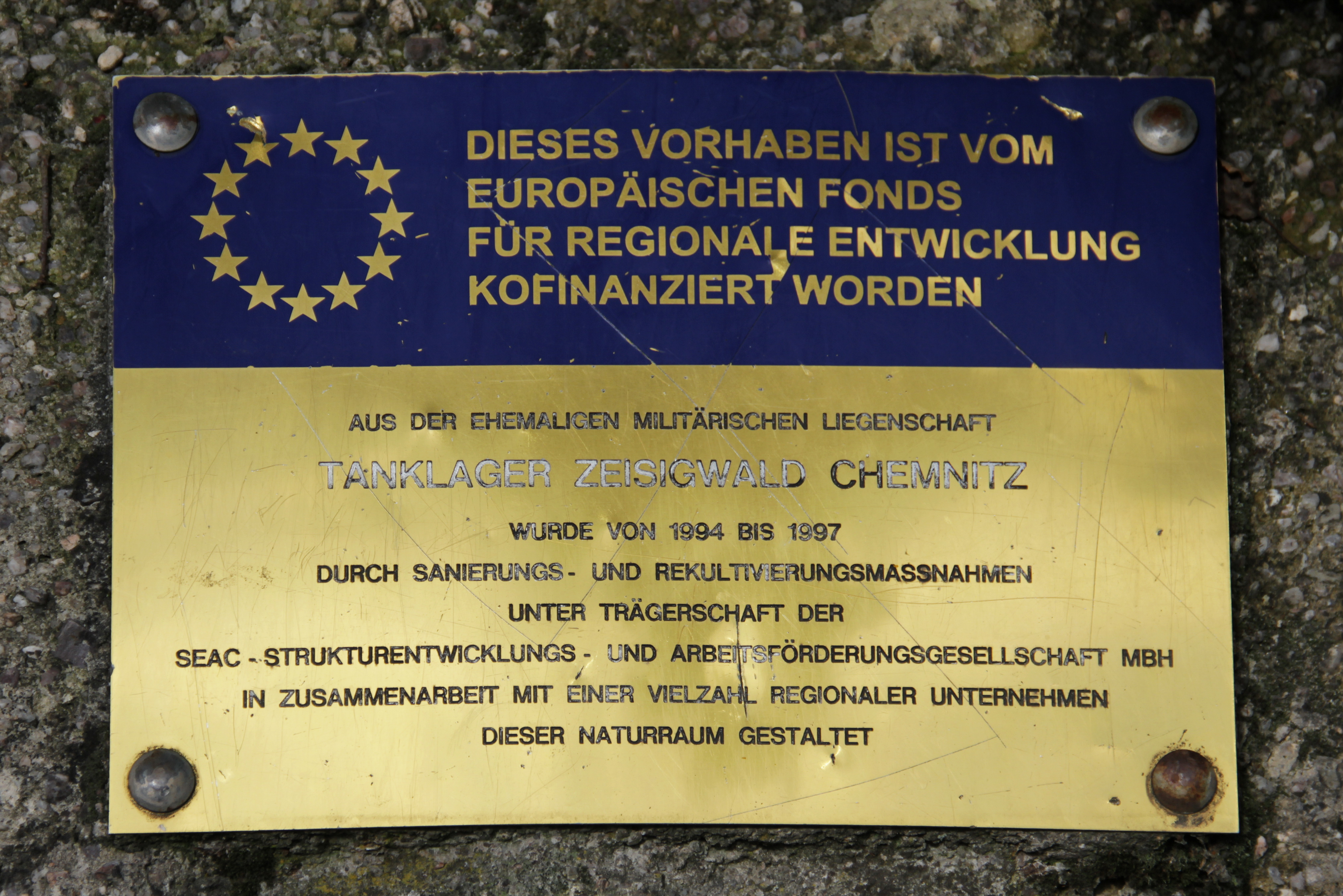
Plakette an einem geförderten Projekt

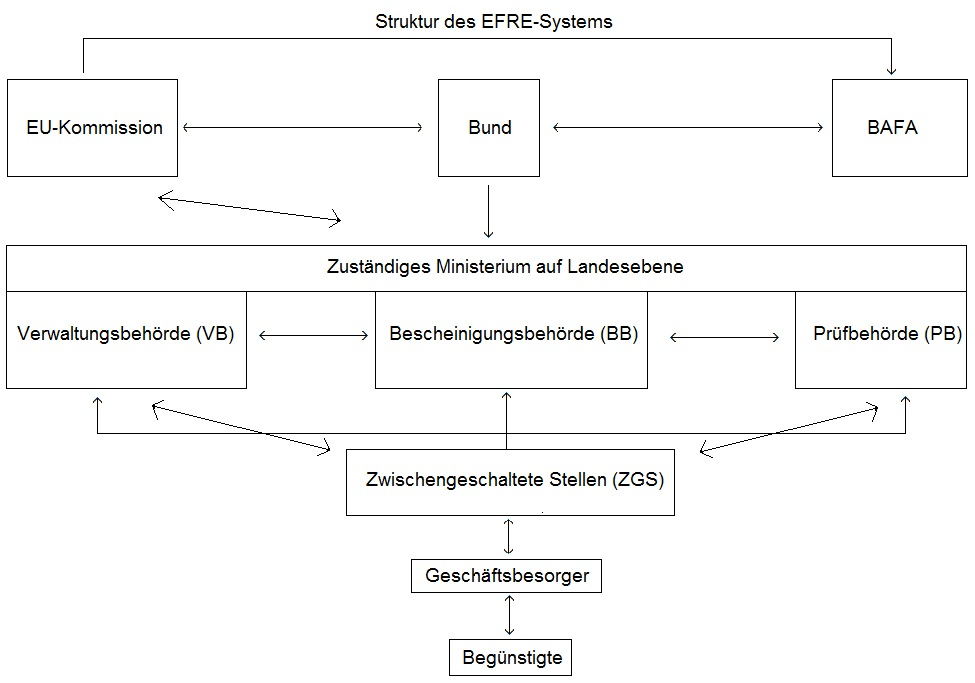
Struktur des EFRE

Der Europäische Fonds für regionale Entwicklung (EFRE, umgangssprachlich EU-Regionalfonds) ist einer der fünf Europäischen Struktur- und Investitionsfonds der Europäischen Union, der wirtschaftliche Aufholprozesse ärmerer Regionen und Regionen mit Strukturproblemen finanziert.
Gefördert werden damit unter anderem mittelständische Unternehmen, um dauerhafte Arbeitsplätze zu schaffen, die Infrastruktur zu erweitern und technische Hilfsmaßnahmen zu finanzieren.
Die Förderung erfolgt jeweils in mehrjährigen Förderperioden. Diese korrespondieren mit dem mehrjährigen Finanzrahmen (MFR), in dem die jährlichen Höchstbeträge („Obergrenzen“) festgelegt werden, die von der EU in einzelnen Politikfeldern („Rubriken“) während seiner Laufzeit ausgegeben werden dürfen.
Die Rechtsgrundlage des EFRE ist Artikel 176 des Vertrages über die Arbeitsweise der Europäischen Union (AEUV).
In Deutschland koordiniert auf Bundesebene das Bundesministerium für Wirtschaft und Energie die EU-Strukturpolitik und -fonds.

## Kofinanzierung
Der EFRE wird wie der Europäische Sozialfonds (ESF) kofinanziert: Erhält ein Land Geld aus dem Strukturfonds, muss es dafür auch öffentliche Mittel beisteuern. Die EU-Regionalförderung darf die Unterstützung durch die Mitgliedstaaten selbst nicht ersetzen (sog. Additionalitätsprinzip).
Ein Grundsatz der EU-Strukturpolitik ist die Partnerschaft von EU-Kommission und Mitgliedstaat auf allen Verwaltungsebenen sowie mit Wirtschafts-, Sozial- und sonstigen Partnern der Zivilgesellschaft.

## Verteilung der EFRE-Mittel
Große Teile der Fördermittel erhielten Privatunternehmen. Solche Subventionen machen mehr als ein Fünftel der Gesamtmittel der Kohäsionspolitik aus. Geringe Kapitalhilfen fließen im Rahmen des Kapazitäts-Buildings in den Aufbau rechtsstaatlicher und demokratischer Strukturen.

## Förderperiode 2021–2027
Waren in der Förderperiode von 2014 bis 2020 noch 20 % Landesmittel den 80 % EU-Mitteln zuzufügen, zahlt die EU ab 2021 nur noch 55 % (mit Abweichungen in Übergangsregionen). 45 % der Finanzierung haben die Empfängerländer aufzubringen. Außerdem wird – wie in anderen Strukturfonds – auch das EFRE-Budget geringer.

## Förderperiode 2014–2020
Gegenüber der Förderperiode 2007–2013 werden in der Förderperiode 2014–2020 nur noch die Ziele „Investitionen in Wachstum und Beschäftigung“ und „Europäische Territoriale Zusammenarbeit“ verfolgt.
Der EFRE finanziert nun vor allem Investitionen zur Stärkung der betrieblichen Wettbewerbsfähigkeit und Schaffung von Arbeitsplätzen in kleinen und mittleren Unternehmen und Maßnahmen, die der Energieeffizienz, der Forschung und technologischen Entwicklung sowie dem Umweltschutz dienen.

## Förderperiode 2007–2013
Von 2007 bis 2013 verfolgte man mit dem EFRE drei Ziele:
1. „Konvergenz“
2. „Regionale Wettbewerbsfähigkeit und Beschäftigung“ sowie
3. „Europäische territoriale Zusammenarbeit“

### Ziele
Während die Förderung nach dem dritten Ziel allen Regionen zusteht, die entsprechenden Aktivitäten nachgehen, sind die ersten zwei Ziele an verschiedene Regionengruppen gerichtet: Höher dotierte Fördermittel aus dem Ziel „Konvergenz“ stehen nur Regionen mit dem niedrigsten Bruttoinlandsprodukt (BIP) pro Kopf zu. Damit wird Geld EU-weit von wohlhabenderen zu ärmeren Regionen umverteilt.

#### Ziel „Konvergenz“
Das Ziel „Konvergenz“ (bis 2006 als „Ziel 1“ bezeichnet) steht Regionen zu, deren BIP pro Einwohner unter 75 Prozent des EU-Durchschnitts liegt. Hiermit wird zumeist die Modernisierung der Wirtschaftsstruktur sowie die Arbeitsplatzschaffung angestrebt. Die hierfür ausgegebenen Mittel sind höher als bei den anderen Förderzielen.
Unter dem Ziel „Konvergenz“ wird die Erreichung folgender Grundziele angestrebt:
- Modernisierung bzw. Diversifizierung wirtschaftlicher Strukturen
- Schaffung nachhaltiger Beschäftigungsverhältnisse
- Stimulierung von Wirtschaftswachstum
- Fokussierung auf Gebiete mit besonderen Eigenschaften: städtische, entfernte, gebirgige, dünn-besiedelte Gebiete und Randgebiete der EU

#### Ziel „Regionale Wettbewerbsfähigkeit und Beschäftigung“
Das Ziel „Regionale Wettbewerbsfähigkeit und Beschäftigung“ steht Regionen zu, die keinen Förderanspruch im Rahmen des Ziels „Konvergenz“ haben. Angestrebt werden hiermit die Stärkung der Forschung, der Entwicklung, des Finanz-Engineerings sowie in der Umwelt und Risikoprävention. Insgesamt sind die Förderungsmittel hier weniger umfangreich als bei der Förderung nach dem Ziel „Konvergenz“.
Unter dem Ziel „Regionale Wettbewerbsfähigkeit und Beschäftigung“ wird die Erreichung folgender Grundziele angestrebt:
- Innovations- und Wissensgesellschaft (Forschungs- und technologische Entwicklung, Innovation und Unternehmertum, Finanzierungstechnik)
- Umwelt- und Risikoprävention (Säuberung verschmutzter Gebiete, Energieeffizienz, umweltfreundliche städtische Verkehrsmittel, Risikopräventionspläne)
- Zugang zu Verkehrs- und Telekommunikationsmitteln

#### Ziel „Europäische territoriale Zusammenarbeit“
Das Ziel „Europäische territoriale Zusammenarbeit“ konzentriert sich auf die grenzüberschreitende wirtschaftliche und soziale Entwicklung, die transnationale (zwischen Regionen innerhalb eines bestimmten Bereichs der EU) sowie die interregionale (zwischen beliebigen Regionen der EU) Zusammenarbeit. Die hierfür vorgesehenen Mittel machen den kleinsten Anteil des Fonds aus.
Unter dem Ziel „Europäische territoriale Zusammenarbeit“ wird die Erreichung folgender Grundziele angestrebt:
- Grenzüberschreitende wirtschaftliche, gesellschaftliche und umweltbezogene Aktivitäten
- Staatenübergreifende Kooperation (einschließlich bilateraler Kooperation zwischen Meeresregionen)
- Transregionale Kooperation (einschließlich Networking und dem Erfahrungsaustausch zwischen regionalen und lokalen Behörden)

### Übergangshilfen: Phasing-out und Phasing-in
Regionen, die wie in Ostdeutschland durch Aufholprozesse Ansprüche auf Förderung nach dem Ziel „Konvergenz“ verloren, erhalten Übergangshilfen niedrigerer Höhe gemäß dem Ziel „Wettbewerbsfähigkeit“.
- Sogenannte Phasing-out-Mittel gibt es für Regionen, deren BIP im Förderungszeitraum 2000–2006 unter 75 Prozent des EU-Gesamtdurchschnitts lag (einstige Ziel-1-Regionen) und deren Wohlstand weiterhin unter 75 Prozent des Durchschnitts der damaligen EU-Mitgliedstaaten lag, aber inzwischen über 75 Prozent des Gesamtdurchschnitts liegt, da durch die EU-Erweiterungen seit 2004, bei denen mehrere vergleichsweise arme Länder der EU beitraten, das BIP pro Kopf in der EU insgesamt sank. Die Phasing-out-Hilfen orientieren sich an der Höhe der Förderung nach dem Ziel „Konvergenz“. Sie werden schrittweise reduziert.
- Phasing-in-Hilfen gibt es für Regionen, deren BIP im Förderungszeitraum 2000–2006 unter 75 Prozent des EU-Durchschnitts lag (einstige Ziel-1-Regionen), deren BIP aber nun über 75 Prozent des Durchschnitts der EU-Mitglieder vor 2004 (EU-15) beträgt. Die Phasing-in-Hilfen liegen unterhalb der Phasing-out-Hilfen und werden ebenfalls schrittweise reduziert auf das Niveau der Förderung nach dem Ziel „Wettbewerbsfähigkeit und Beschäftigung“.

## Fachverfahren
Als Fachverfahren werden der efREporter und die Software EurakaPlus genutzt.

## Rechtliche Bestimmungen
Die Rechtsgrundlagen für die Anwendung des EFRE werden von der Europäischen Union vorgegeben. Allgemeine Vorschriften enthält die Verordnung (EU) Nr. 1303/2013. Diese werden durch die Delegierte Verordnung (EU) Nr. 2019/694 ergänzt. Weiterhin gelten die speziellen Vorschriften für den EFRE aus der Delegierten Verordnung (EU) Nr. 1080/2006 und die Durchführungsverordnung (EU) Nr. 2015/1974. Für die Meldung von Unregelmäßigkeiten gelten die Vorschriften aus der Delegierten Verordnung (EU) Nr. 2015/1970 und der Durchführungsverordnung (EU) Nr. 2015/1974. Darüber hinaus müssen die Vorschriften zur De-minimis-Beihilfe beachtet werden, falls eine Förderung unter diesem Aspekt bereits ausgeschlossen ist.

## Bewilligende Stellen in Deutschland
In nachfolgenden Ländern sind ausschließlich die jeweiligen Förderbanken bewilligende Stelle:
- Baden-Württemberg: L-Bank[15]
- Brandenburg: Investitionsbank des Landes Brandenburg[16]
- Hamburg: Hamburgische Investitions- und Förderbank[17]
- Hessen: Wirtschafts- und Infrastrukturbank Hessen[18]
- Niedersachsen: NBank[19]
- Rheinland-Pfalz: Investitions- und Strukturbank Rheinland-Pfalz[20]
- Sachsen: Sächsische Aufbaubank[21]
- Sachsen-Anhalt: Investitionsbank Sachsen-Anhalt[22]
- Thüringen: Thüringer Aufbaubank[23]

In Bayern, Berlin, Bremen, Mecklenburg-Vorpommern Nordrhein-Westfalen und Schleswig-Holstein gibt es mehrere bewilligende Stellen (z. B. Bezirksregierung vor Ort, beauftragtes Unternehmen zur Investitionsförderung).

## Weitere Strukturfonds
Neben dem Regionalfonds gibt es noch weitere Europäische Struktur- und Investitionsfonds, die teilweise ähnliche Ziele wie der EFRE fördern:
- Der Europäische Sozialfonds Plus (ESF+), der bereits 1958 bei Gründung der Europäischen Wirtschaftsgemeinschaft eingerichtet wurde, erteilt Fördermittel nach den Kriterien der Ziele „Konvergenz“ und „Regionale Wettbewerbsfähigkeit und Beschäftigung“.
- Der Just Transition Fund (JTF) läuft parallel zur dritten Förderperiode des EFRE und dient als Ergänzung der vom Wandel zur Klimaneutralität wirtschaftlich besonders betroffenen Gebiete. Beide Programme werden beispielsweise in NRW gebündelt und vom Projektträger Jülich in weiten Teilen durchgeführt.[30]